# Love Yourself: Her
Love Yourself 承 ’Her‘ ist die fünfte EP der südkoreanischen Boygroup BTS, welche am 18. September 2017 unter Big Hit Entertainment erschien. Das Album enthält neun Lieder mit DNA als Lead-Single. Vier verschiedene physikalische Versionen (L, O, V, E) wurden mit jeweils zwei Hidden Tracks veröffentlicht.

## Hintergrund und Werbung
Die Bangtan Boys starteten ihr Love Yourself Konzept am 10. August mit der Veröffentlichung einer Reihe von Postern, die sich auf eine Serie von Kurzfilmen Highlight Reels bezogen, welche vom 15. – 21. August auf YouTube hochgeladen wurden. BigHit Entertainment bestätigte das neue Album für den 18. September. Es ist das erste Werk seit Bangtans neuer Brand-Identität. Am 4. September kam der Comeback Trailer Serendipity von Gruppenmitglied Jimin heraus. Es ist der meistangesehene Comeback-Teaser einer K-Pop-Gruppe. Zwei Tage später wurden die Konzept-Fotos der vier Versionen auf Twitter gepostet. Am 12. September veröffentlichte BigHit die Titelliste.
Vier Stunden vor der Publizierung des Albums gab BTS eine Pressekonferenz, bei der sie Love Yourself 承 ’Her‘ als Wendepunkt ihrer Karriere bezeichneten. Nach der Veröffentlichung des Albums, gab es einen Live-Stream auf der V App, in dem die Mitglieder ihr neues Album feierten. Am 21. September organisierte Mnet eine Comeback-Show, die weltweit live-gestreamt wurde. Das Programm zeigte den Hintergrund des Albums, die Geschichte der Band und der einzelnen Mitglieder.

## Musikvideos
Am 14. und 15. September wurden Teaser zu DNA veröffentlicht. Das Musikvideo kam am 18. September zeitgleich mit dem Album heraus. Mit 20,9 Millionen Klicks ist es das meist angesehene Musikvideo eines K-Pop Künstlers – der Rekord lag davor bei 13,3 Millionen und landete auf Platz 13 der meisten Aufrufe eines Videos innerhalb eines Tages.
Am 24. November erschien das Musikvideo zu MIC Drop Remix.

## Titelliste
Alle Angaben nach der Korea Music Copyright Association, falls nicht anders belegt.
| Nr.          | Titel                                               | Text | Musik | Länge |
| ------------ | --------------------------------------------------- | --- | --- | ----- |
| 1.           | „Intro: Serendipity“                                | Slow Rabbit • Ray Michael Djan Jr • Ashton Foster • Rap Monster • Bang Si-hyuk                                                 | Slow Rabbit • Ray Michael Djan Jr • Ashton Foster • Rap Monster • Bang Si-hyuk                                                 | 2:19  |
| 2.           | „DNA“                                               | Pdogg • Bang Si-Hyuk • Kass • Supreme Boi • Suga • Rap Monster                                                                 | Pdogg • Bang Si-Hyuk • Kass • Supreme Boi • Suga • Rap Monster                                                                 | 3:43  |
| 3.           | „Best of Me“                                        | Andrew Taggart • Pdogg Ray Michael Djan Jr • Ashton Foster • Sam Klempner • Rap Monster • Bang Si-Hyuk • Suga • J-Hope • ADORA | Andrew Taggart • Pdogg Ray Michael Djan Jr • Ashton Foster • Sam Klempner • Rap Monster • Bang Si-Hyuk • Suga • J-Hope • ADORA | 3:46  |
| 4.           | „보조개“ (Dimple)                                   | Matthew Tishler • Allison Kaplan • Rap Monster                                                                                 | Matthew Tishler • Allison Kaplan • Rap Monster                                                                                 | 3:16  |
| 5.           | „Pied Piper“                                        | Pdogg • Jinbo • Kass • Rap Monster • Suga • J-Hope • Bang Si-Hyuk                                                              | Pdogg • Jinbo • Kass • Rap Monster • Suga • J-Hope • Bang Si-Hyuk                                                              | 4:05  |
| 6.           | „Skit: Billboard Music Awards Speech“               | Pdogg | Pdogg | 1:43  |
| 7.           | „MIC Drop“                                          | Pdogg • Supreme Boi • Bang Si-Hyuk • J-Hope • Rap Monster                                                                      | Pdogg • Supreme Boi • Bang Si-Hyuk • J-Hope • Rap Monster                                                                      | 3:57  |
| 8.           | „고민보다 Go“ (Go Go)                               | Pdogg • Bang Si-Hyuk • Supreme Boi                                                                                             | Pdogg • Bang Si-Hyuk • Supreme Boi                                                                                             | 3:55  |
| 9.           | „Outro: Her“                                        | Suga • Slow Rabbit • Rap Monster • J-Hope                                                                                      | Suga • Slow Rabbit • Rap Monster • J-Hope                                                                                      | 3:49  |
| 10.          | „Skit: 망설임과 두려움“ (Skit: Hesitation and Fear) | Bang Si-Hyuk • Pdogg | Bang Si-Hyuk • Pdogg | 8:32  |
| 11.          | „바다“ (Sea)                                        | Rap Monster • Slow Rabbit • Suga • J-Hope                                                                                      | Rap Monster • Slow Rabbit • Suga • J-Hope                                                                                      | 5:15  |
| Gesamtlänge: | Gesamtlänge:                                        | Gesamtlänge: | Gesamtlänge: | 43:29 |

## Singleauskopplungen
| Jahr | Titel                               | Höchstplatzierung, Gesamtwochen, AuszeichnungChartplatzierungen (Jahr, Titel, , Platzierungen, Wochen, Auszeichnungen, Anmerkungen) | Höchstplatzierung, Gesamtwochen, AuszeichnungChartplatzierungen (Jahr, Titel, , Platzierungen, Wochen, Auszeichnungen, Anmerkungen) | Höchstplatzierung, Gesamtwochen, AuszeichnungChartplatzierungen (Jahr, Titel, , Platzierungen, Wochen, Auszeichnungen, Anmerkungen) | Höchstplatzierung, Gesamtwochen, AuszeichnungChartplatzierungen (Jahr, Titel, , Platzierungen, Wochen, Auszeichnungen, Anmerkungen) | Höchstplatzierung, Gesamtwochen, AuszeichnungChartplatzierungen (Jahr, Titel, , Platzierungen, Wochen, Auszeichnungen, Anmerkungen) | Höchstplatzierung, Gesamtwochen, AuszeichnungChartplatzierungen (Jahr, Titel, , Platzierungen, Wochen, Auszeichnungen, Anmerkungen) | Höchstplatzierung, Gesamtwochen, AuszeichnungChartplatzierungen (Jahr, Titel, , Platzierungen, Wochen, Auszeichnungen, Anmerkungen) | Anmerkungen                                                                                                 | [↑]: gemeinsam behandelt mit vorhergehendem Eintrag; [←]: in beiden Charts platziert |
| Jahr | Titel                               | DE | AT | CH | UK | US | KR | JP | Anmerkungen                                                                                                 |                                                                                      |
| --- | ----------------------------------- | --- | --- | --- | --- | --- | --- | --- | --- | ------------------------------------------------------------------------------------ |
| 2017 | DNA                                 | — | — | — | UK90 Silber · (2 Wo.)UK | US67 Gold · (4 Wo.)US | KR2 (67 Wo.)KR | JP1 ×2Doppelplatin (MIC Drop Remix) + Platin (Streaming) · (20 Wo.)JP                                                               | Erstveröffentlichung: 18. September 2017 · Verkäufe: + 1.604.080; JP: Silber (Streaming Japanische Version) |                                                                                      |
| 2017 | MIC Drop (Remix)                    | DE71 (1 Wo.)DE | AT46 (1 Wo.)AT | CH76 (1 Wo.)CH | UK46 Silber · (1 Wo.)UK | US28 Platin · (10 Wo.)US | KR39 (4 Wo.)KR[JP: ↑] | JP1 ×2Doppelplatin (MIC Drop Remix) + Platin (Streaming) · (20 Wo.)JP                                                               | Erstveröffentlichung: 24. November 2017 Verkäufe: + 115.550                                                 |                                                                                      |
| Folgende Lieder erschienen nicht als Single, wurden aber durch das Album zum Download und Streaming bereitgestellt und konnten somit eine Platzierung erlangen: |                                     | | | | | | | | |                                                                                      |
| |                                     | | | | | | | | |                                                                                      |
| 2017 | Best of Me                          | — | — | — | — | — | KR7 (11 Wo.)KR | — | Charteinstieg: 23. September 2017 Verkäufe: + 227.454                                                       |                                                                                      |
| 2017 | 보조개(Dimple)                      | — | — | — | — | — | KR10 (4 Wo.)KR | — | Charteinstieg: 23. September 2017 Verkäufe: + 119.469                                                       |                                                                                      |
| 2017 | Pied Piper                          | — | — | — | — | — | KR13 (4 Wo.)KR | — | Charteinstieg: 23. September 2017 Verkäufe: + 106.966                                                       |                                                                                      |
| 2017 | 고민보다 Go                         | — | — | — | — | — | KR14 (31 Wo.)KR | — | Charteinstieg: 23. September 2017 Verkäufe: + 434.749                                                       |                                                                                      |
| 2017 | MIC Drop                            | — | — | — | — | — | KR17 (25 Wo.)KR | — | Charteinstieg: 23. September 2017 Verkäufe: + 2.037.136                                                     |                                                                                      |
| 2017 | Intro: Serendipity                  | — | — | — | — | — | KR18 (3 Wo.)KR | — | Charteinstieg: 23. September 2017                                                                           |                                                                                      |
| 2017 | Outro: Her                          | — | — | — | — | — | KR21 (3 Wo.)KR | — | Charteinstieg: 23. September 2017                                                                           |                                                                                      |
| 2017 | Skit: Billboard Music Awards Speech | — | — | — | — | — | KR34 (1 Wo.)KR | — | Charteinstieg: 23. September 2017                                                                           |                                                                                      |

## Kommerzieller Erfolg
LOEN Entertainment, zuständig für Bangtans physikalische Alben, berichtete von 1.051.546 Vorbestellungen – ein weiterer Rekord. Das Album toppte die Spitze der iTunes-Album-Charts in 73 Ländern – die höchste Anzahl für einen K-Pop Künstler, darunter die Vereinigten Staaten, das Vereinigte Königreich, Deutschland, Kanada, Australien und Hong Kong. DNA war in 29 Ländern auf Platz 1 der iTunes Top Song Charts. Love Yourself 承 'Her' debütierte auf Platz 57 der deutschen Album-Charts und ist somit das erste Album einer koreanischen Gruppe, das eine Chartplatzierung in Deutschland erreichte. Das Album erreichte Platz 7 der Billboard Top 200. Zuvor debütierte in der Geschichte Billboards kein K-Pop Künstler in den Top10.
Das Album erreichte Bangtans beste Verkaufszahlen mit 1,61 Millionen Platten. Im Januar 2018 gewannen die Bangtan Boys als erste Gruppe außerhalb der „Big Three“ den Daesang für CD-Verkäufe bei den Golden Disc Awards.
Im Februar 2018 wurden „DNA“ und „MIC Drop“ von der RIAA mit Gold ausgezeichnet. Somit sind die Bangtan Boys die ersten und einzigen koreanischen Künstler mit mehr als zwei RIAA-Auszeichnungen.

### Chartplatzierungen
| ChartsChartplatzierungen       | Höchstplatzierung | Wochen |
| ------------------------------ | ----------------- | ------ |
| Deutschland (GfK)              | 26 (2 Wo.)        | 2      |
| Japan (Oricon)                 | 1 (… Wo.)         | …      |
| Österreich (Ö3)                | 17 (2 Wo.)        | 2      |
| Schweiz (IFPI)                 | 26 (3 Wo.)        | 3      |
| Südkorea (KMCA)                | 1 (… Wo.)         | …      |
| Vereinigte Staaten (Billboard) | 7 (44 Wo.)        | 44     |
| Vereinigtes Königreich (OCC)   | 14 (2 Wo.)        | 2      |

| ChartsJahrescharts (2017) | Platzierung |
| ------------------------- | ----------- |
| Südkorea (KMCA)           | 1           |

| ChartsJahrescharts (2018)      | Platzierung |
| ------------------------------ | ----------- |
| Südkorea (KMCA)                | 11          |
| Vereinigte Staaten (Billboard) | 150         |

| ChartsJahrescharts (2019) | Platzierung |
| ------------------------- | ----------- |
| Südkorea (KMCA)           | 13          |

| ChartsJahrescharts (2020) | Platzierung |
| ------------------------- | ----------- |
| Südkorea (KMCA)           | 58          |

| ChartsJahrescharts (2021) | Platzierung |
| ------------------------- | ----------- |
| Südkorea (KMCA)           | 35          |

| ChartsJahrescharts (2022) | Platzierung |
| ------------------------- | ----------- |
| Südkorea (KMCA)           | 51          |

### Auszeichnungen für Musikverkäufe
| Land/Region                  | Auszeichnungen für Musikverkäufe (Land/Region, Auszeichnung, Verkäufe) | Verkäufe  |
| ---------------------------- | ---------------------------------------------------------------------- | --------- |
| Dänemark (IFPI)              | Gold                                                                   | 10.000    |
| Südkorea (KMCA)              | —                                                                      | 3.001.347 |
| Vereinigte Staaten (RIAA)    | —                                                                      | 32.000    |
| Vereinigtes Königreich (BPI) | Gold                                                                   | 100.000   |
| Insgesamt                    | 2× Gold ·                                                              | 3.143.347 |

Hauptartikel: BTS (Band)/Auszeichnungen für Musikverkäufe

### Auszeichnungen bei Musikpreisen
| Jahr | Verleihung               | Empfänger              | Preis                               | Ergebnis  | Ref.   |
| ---- | ------------------------ | ---------------------- | ----------------------------------- | --------- | ------ |
| 2017 | Golden Disc Awards       | Love Yourself 承 ‘Her’ | Album Division – Bonsang            | Gewonnen  | [ 44 ] |
| 2017 | Golden Disc Awards       | Love Yourself 承 ‘Her’ | Album Division – Daesang            | Gewonnen  | [ 44 ] |
| 2017 | Melon Music Awards       | „DNA“                  | Best Music Video                    | Gewonnen  | [ 45 ] |
| 2017 | Melon Music Awards       | „DNA“                  | Best Dance – Male                   | Nominiert | [ 45 ] |
| 2017 | Mnet Asian Music Awards  | „DNA“                  | Best Dance Performance – Male Group | Nominiert | [ 46 ] |
| 2017 | Mnet Asian Music Awards  | Love Yourself 承 ‘Her’ | Album of the Year                   | Nominiert | [ 46 ] |
| 2018 | Gaon Chart Music Awards  | Love Yourself 承 ‘Her’ | Album of the Year – 3rd Quarter     | Gewonnen  | [ 47 ] |
| 2018 | Gaon Chart Music Awards  | „DNA“                  | Song of the Year – September        | Nominiert | [ 47 ] |
| 2018 | Korean Music Awards      | „DNA“                  | Song of the Year                    | Nominiert | [ 48 ] |
| 2018 | Korean Music Awards      | „DNA“                  | Best Pop Song                       | Nominiert | [ 48 ] |
| 2018 | Korean Music Awards      | Love Yourself 承 ‘Her’ | Best Pop Album                      | Nominiert | [ 48 ] |
| 2018 | Radio Disney Music Award | „DNA“                  | Best Song That Makes You Smile      | Gewonnen  | [ 49 ] |
| 2018 | Radio Disney Music Award | „Mic Drop“             | Best Dance Track                    | Gewonnen  | [ 49 ] |
| 2018 | Hanteo Awards            | Love Yourself 承 ‘Her’ | Album Award                         | Gewonnen  | [ 50 ] |

Musik-Shows
| Lied | Programm                  | Datum              | Ref    |
| ---- | ------------------------- | ------------------ | ------ |
| DNA  | The Show (SBS MTV)        | 26. September 2017 | [ 51 ] |
| DNA  | Show Champion (MBC Music) | 27. September 2017 | [ 52 ] |
| DNA  | M Countdown (Mnet)        | 28. September 2017 | [ 53 ] |
| DNA  | M Countdown (Mnet)        | 5. Oktober 2017    | [ 54 ] |
| DNA  | Music Bank (KBS)          | 29. September 2017 | [ 55 ] |
| DNA  | Music Bank (KBS)          | 6. Oktober 2017    | [ 55 ] |
| DNA  | Music Bank (KBS)          | 13. Oktober 2017   | [ 55 ] |
| DNA  | Inkigayo (SBS)            | 1. Oktober 2017    | [ 56 ] |
| DNA  | Inkigayo (SBS)            | 8. Oktober 2017    | [ 56 ] |
| DNA  | Inkigayo (SBS)            | 15. Oktober 2017   | [ 56 ] |

## Veröffentlichung
| Land     | Datum              | Format       | Label                 |
| -------- | ------------------ | ------------ | --------------------- |
| Südkorea | 18. September 2017 | CD, Download | Big Hit Entertainment |
| Weltweit | 18. September 2017 | Download     | Big Hit Entertainment |